# Cacciatori nelle tenebre
Cacciatori nelle tenebre è un graphic novel scritto da Gianrico Carofiglio e illustrato dal fratello, Francesco Carofiglio. Il volume è stato pubblicato per la prima volta nel 2007 nella collana 24/7 di Rizzoli e include un'intervista ai fratelli Carofiglio di Vincenzo Mollica.
Il fumetto può essere considerato uno spin-off dai precedenti romanzi di Carofiglio con protagonista l'avvocato Guido Guerrieri: Testimone inconsapevole, Ad occhi chiusi e Ragionevoli dubbi. Lo stesso avvocato Guerrieri appare fugacemente e di spalle nella vignetta di una tavola del fumetto. Le atmosfere e le ambientazioni ricordano le opere di Frank Miller.

## Trama
Protagonista del romanzo è l'ispettore Carmelo Tancredi, già incontrato nei precedenti legal thriller di Carofiglio. Tancredi non è un poliziotto come gli altri: è a capo di una squadra fantasma di poliziotti che in passato hanno avuto problemi disciplinari e si occupa di casi sporchi e delicati che non procurano carriera né gloria - la ricerca di persone scomparse, soprattutto minori. L'assassinio di un ricco imprenditore porta Tancredi e la sua squadra a scavare nel passato della vittima da dove emergono storie di maltrattamenti e pornografia minorile.